# Tankautomat

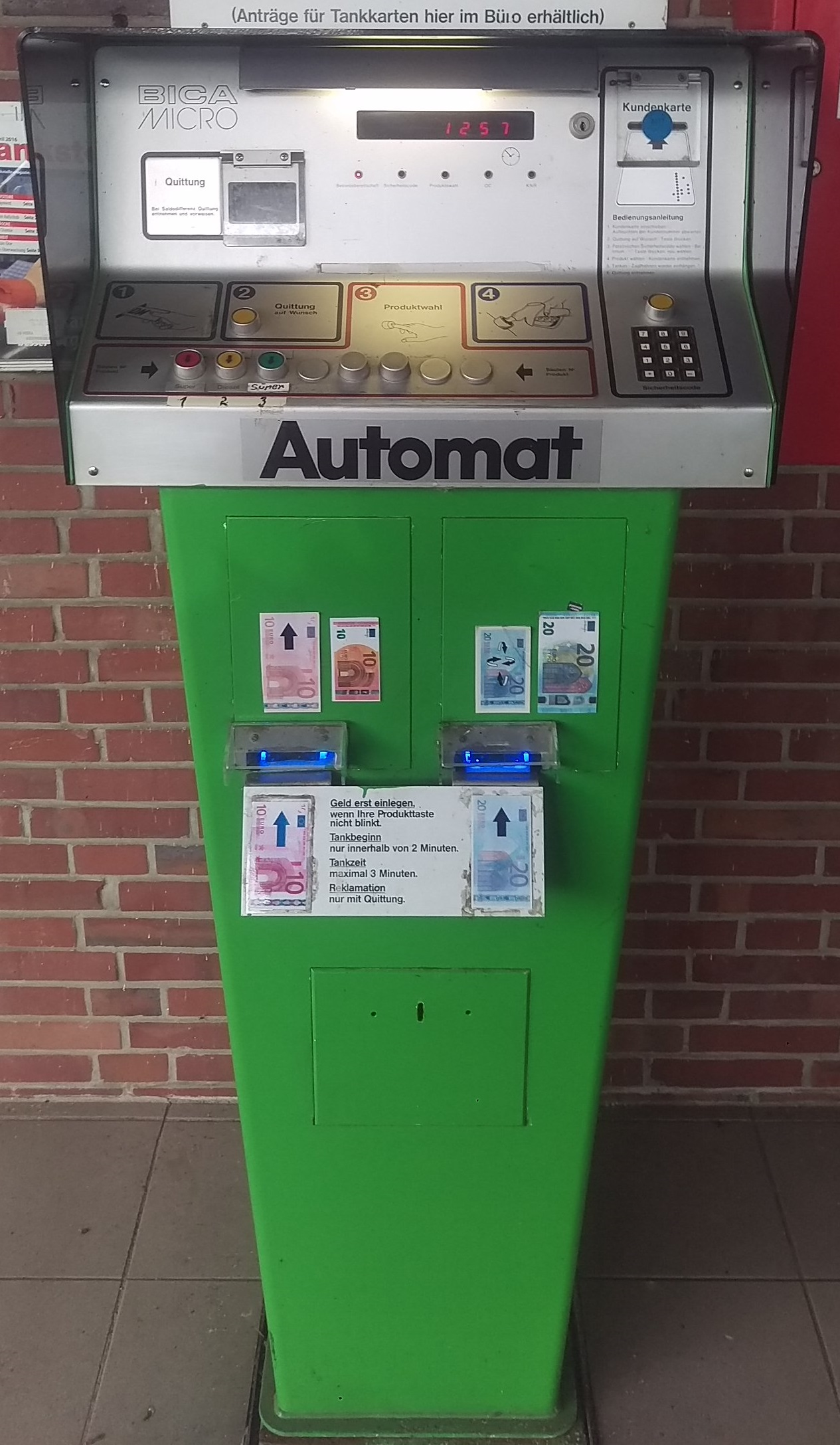
Ein Tankautomat älterer Bauart an einer deutschen Tankstelle

Der Tankautomat ist ein Außengerät, das an Tankstellen zum Einsatz kommt. Er ermöglicht es, eine Tankung ohne Bedienpersonal (i. d. R. Kassenpersonal) eigenständig durchzuführen. Hauptaufgabe dabei ist es, die Bezahlfunktion zu übernehmen. Dabei steuert der Tankautomat die Zapfsäulen, die dann letztlich den Kraftstoff abgeben. Die heute üblichen Tankautomaten werden unterschieden in:

## Tankautomaten für Betriebstankstellen
Diese Art der Tankautomaten kommt oftmals bei Betriebstankstellen oder Speditionen (meist nur Diesel-Treibstoff) zum Einsatz und steht nur einem eingeschränkten Benutzerkreis zur Verfügung. Die Identifikation des Kunden erfolgt meist über Magnetstreifenkarten, Chipkarten oder Transponder. Die Zapfsäule wird erst nach erfolgreicher Bonitätsprüfung des Kunden freigegeben. Die getätigten Lieferungen werden üblicherweise monatlich verrechnet bzw. in Fuhrparksysteme zur Weiterverarbeitung übernommen.

## Tankautomaten für öffentliche Straßentankstellen
Diese Tankautomaten akzeptieren als Zahlungsmittel Debit-, Kredit- oder Stationskarten. Weiterhin gibt es Automaten, die einen Banknotenakzeptor (Bargeldleser) haben und damit auch die Barzahlung ermöglichen. Diese Art der Tankautomaten müssen eine PTB-Zulassung haben und werden, genau wie die Zapfsäulen, durch die Eichämter überwacht.

## Ablauf
Da im Gegensatz zum sonst üblichen Ablauf eines Tankvorgangs in Deutschland die Bezahlung vor dem Tankvorgang sichergestellt werden muss, muss zuerst eine sogenannte Vorautorisierung stattfinden. Je nach verwendeter Karte gilt ein Höchstbetrag von z. B. 80 Euro (bei der ec-Karte). Dieser wird dann auf dem Bankkonto „reserviert“. Dazu steckt der Kunde seine Karte ein und gibt die PIN ein. Der Tankautomat baut daraufhin eine online-Verbindung zum Bankrechner auf und prüft, ob diese 80 Euro verfügbar sind. Im positiven Fall werden diese beim Kunden reserviert und der Kunde kann die Zapfsäule auswählen, an der er tanken möchte. Nach dem Tankvorgang wird der verbrauchte Teilbetrag wieder zum Bankrechner übertragen, welcher dann letztlich die Buchung durchführt und dem Bankkonto den vertankten Betrag belastet.
Um eine Tankung von mehr als 80 Euro zu verhindern, schaltet die Zapfsäule bereits vor Erreichen des maximalen Autorisierungsbetrages automatisch ab (z. B. bei 77 Euro).
Bezahlt der Kunde per Bargeld, so schaltet sich die Zapfsäule selbsttätig ab, sobald der eingezahlte Betrag erreicht ist. Wird der Betrag nicht erreicht, gibt der Tankautomat einen Guthabenbeleg aus, mit dem sich der Kunde den Restbetrag auszahlen lassen kann.
Ein bekanntes Problem tritt dann auf, wenn der Kunde nach einer Vorautorisierung den Tankvorgang abbricht (weil er z. B. eine falsche Säulennummer gewählt hat). Dann storniert der Tankautomat den gesamten Betrag. Aktuell sind die Bankrechner jedoch nicht in der Lage, diese „Null-Buchung“ richtig zu verarbeiten. Es wird dem Kunden dann zwar nichts belastet, jedoch bleibt der vorautorisierte Betrag (meistens 80 Euro) weiterhin auf dem Bankkonto reserviert. Je nach Bank kann der Kunde bis zu 14 Tage nicht über diesen Betrag verfügen. Erst nach dieser Zeit „löscht“ die Bank eigenständig die Reservierung.